# Museo de Victoria y Alberto
El Museo (de) Victoria y Alberto o Museo Victoria and Albert (oficialmente, Museo Victoria y Alberto, Museo Nacional de Arte y Diseño; en inglés: The Victoria and Albert Museum, National Museum of Art and Design), a menudo abreviado como V&A, es un museo de Londres, dedicado fundamentalmente a las artes decorativas y a las bellas artes. Se encuentra en la esquina entre Cromwell Gardens y la Exhibition Road, en South Kensington, en la zona Oeste de Londres. Cuenta con grandes recursos para los estudiantes de diseño ya que contiene la colección nacional británica de artes aplicadas.
Fue fundado en 1852 con el nombre de South Kensington Museum (Museo de Kensington Sur) y rebautizado en 1899 en honor de la reina Victoria y su esposo, el príncipe Alberto.
Ocupa un edificio victoriano y eduardiano. Tiene una superficie de 45 000 m² y tiene 145 galerías. Sobrevivió a la Segunda Guerra Mundial con solo unos daños menores causados por las bombas.
En 2003, el Foro Europeo de Museos otorgó el Premio del museo europeo del año, galardón que reconoce cada año a los nuevos museos que han realizado avances e innovaciones en el ámbito museístico, a las nuevas British Galleries. El museo galardonado alberga durante un año la estatua de Henry Moore The Egg, que simboliza el premio.

## Arquitectura

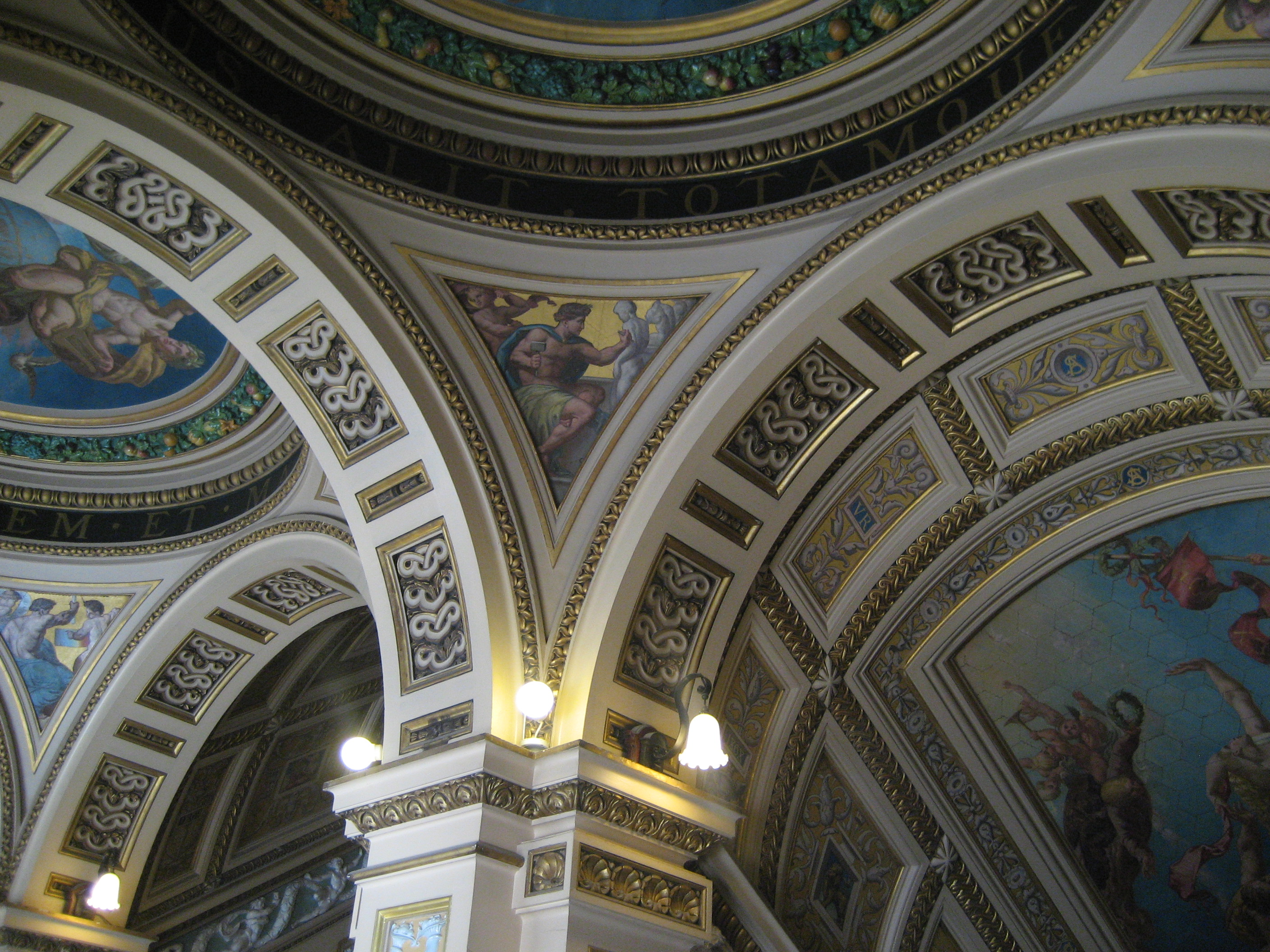
La escalera de cerámica, diseñada por Frank Moody.

Las partes victorianas del edificio tienen una historia compleja, con adiciones parciales de diferentes arquitectos. Fundado en mayo de 1852, el museo no se trasladó a su emplazamiento actual hasta 1857. Esta zona de Londres, anteriormente conocida como Brompton, Londres, había sido rebautizada como «South Kensington». El terreno estaba ocupado por la Brompton Park House, que se amplió, sobre todo con las «Calderas de Brompton», que eran unas galerías de hierro de aspecto austero y utilitario, que más tarde se desmantelaron y se utilizaron para construir el Museo de la Infancia V&A. El primer edificio que se construyó y que aún forma parte del museo fue la Sheepshanks Gallery en 1857 en el lado este del jardín. Su arquitecto fue el ingeniero civil capitán Francis Fowke, que fue nombrado por Cole. Las siguientes ampliaciones importantes fueron diseñadas por el mismo arquitecto, las galerías Turner y Vernon construidas en 1858-1859 para albergar las colecciones homónimas (más tarde transferidas a la Tate Gallery) y ahora utilizadas como las galerías de cuadros y de tapices respectivamente. A continuación se construyeron los pabellones norte y sur, que se inauguraron en junio de 1862. En la actualidad forman las galerías para exposiciones temporales y se encuentran justo detrás de la Galería Sheepshanks. En el extremo norte del recinto se encuentra el ala de la Secretaría;  también construida en 1862, alberga las oficinas, la sala de juntas, etc. y no está abierta al público.

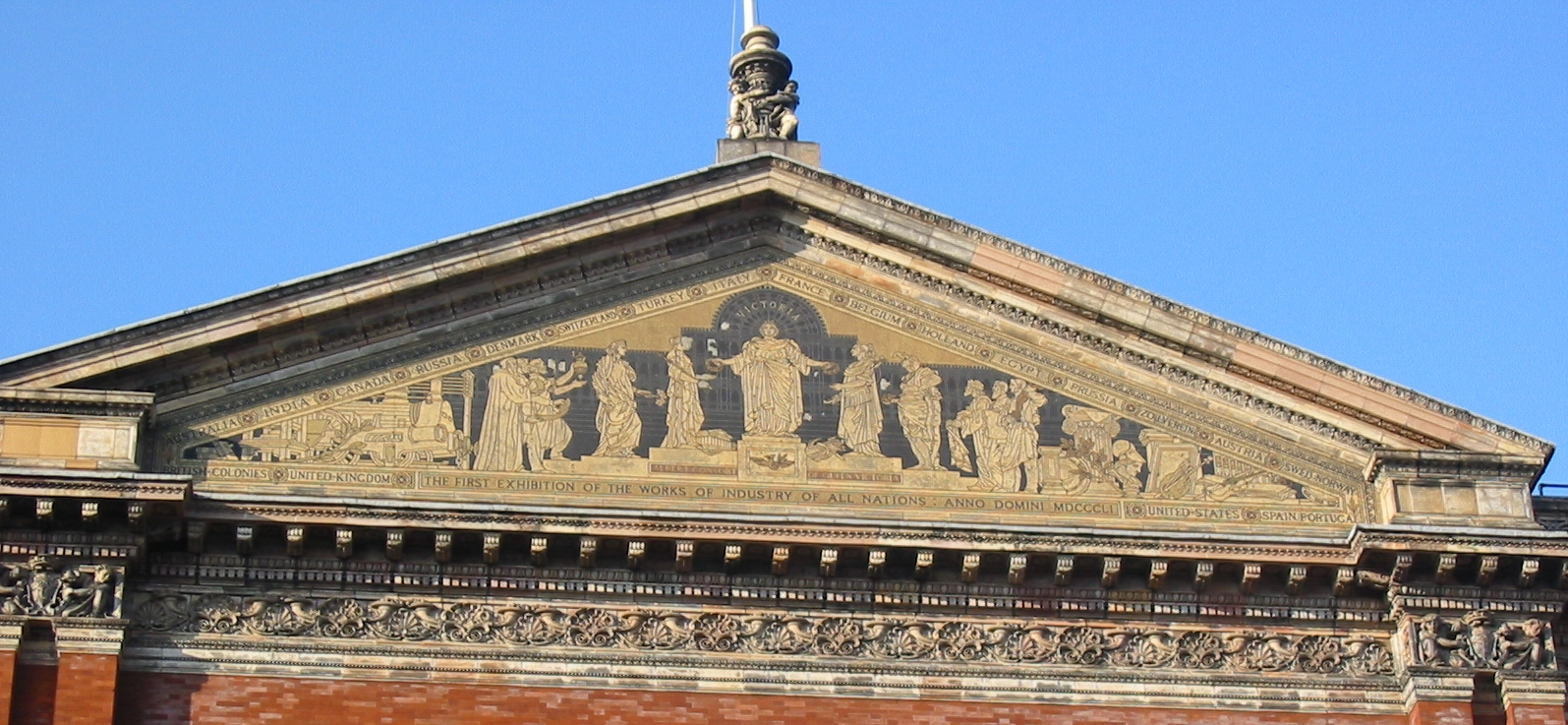
El mosaico del frontón de la fachada norte, diseñado por Godfrey Sykes.

Para estas nuevas zonas se desarrolló un ambicioso esquema de decoración: una serie de figuras de mosaico que representaban a famosos artistas europeos de la época medieval y renacentista. En la actualidad se han trasladado a otras zonas del museo. También se inició una serie de frescos de Lord Leighton: Artes industriales aplicadas a la guerra 1878-1880 y Artes industriales aplicadas a la paz, que se empezó pero nunca se terminó. Al este de ésta había galerías adicionales, cuya decoración era obra de otro diseñador, Owen Jones; se trataba de los Tribunales Orientales (que abarcaban India, China y Japón), terminados en 1863. No se conserva nada de esta decoración.
Parte de estas galerías se convirtieron en las nuevas galerías que abarcan el siglo XIX, inauguradas en diciembre de 2006. El último trabajo de Fowke fue el diseño de los edificios de los lados norte y oeste del jardín. Entre ellos se encuentran las salas de restauración, que en 2006 volvieron a convertirse en la cafetería del museo, con la galería de plata en la parte superior (en aquel momento era la galería de cerámica); la planta superior cuenta con una espléndida sala de conferencias, aunque rara vez está abierta al público. La escalera de cerámica de la esquina noroeste de esta serie de edificios fue diseñada por F. W. Moody y tiene detalles arquitectónicos de cerámica moldeada y coloreada. Todas las obras de la zona norte se diseñaron y construyeron entre 1864 y 1869. El estilo adoptado para esta parte del museo fue el Renacimiento italiano; se hizo mucho uso de la terracota, el ladrillo y el mosaico.Esta fachada norte fue concebida como la entrada principal al museo, con sus puertas de bronce, diseñadas por James Gamble y Reuben Townroe, con seis paneles, que representan a Humphry Davy (química); Isaac Newton (astronomía); James Watt (mecánica); Bramante (arquitectura); Miguel Ángel (escultura); y Tiziano (pintura); Los paneles representan así la variedad de las colecciones del museo.  Godfrey Sykes también diseñó los adornos de terracota y el mosaico del frontón de la fachada norte que conmemora la Gran Exposición, cuyos beneficios ayudaron a financiar el museo. Está flanqueado por grupos de estatuas de terracota de Percival Ball. Este edificio sustituyó a Brompton Park House, que pudo ser demolida para dar paso a la zona sur.

## Colecciones

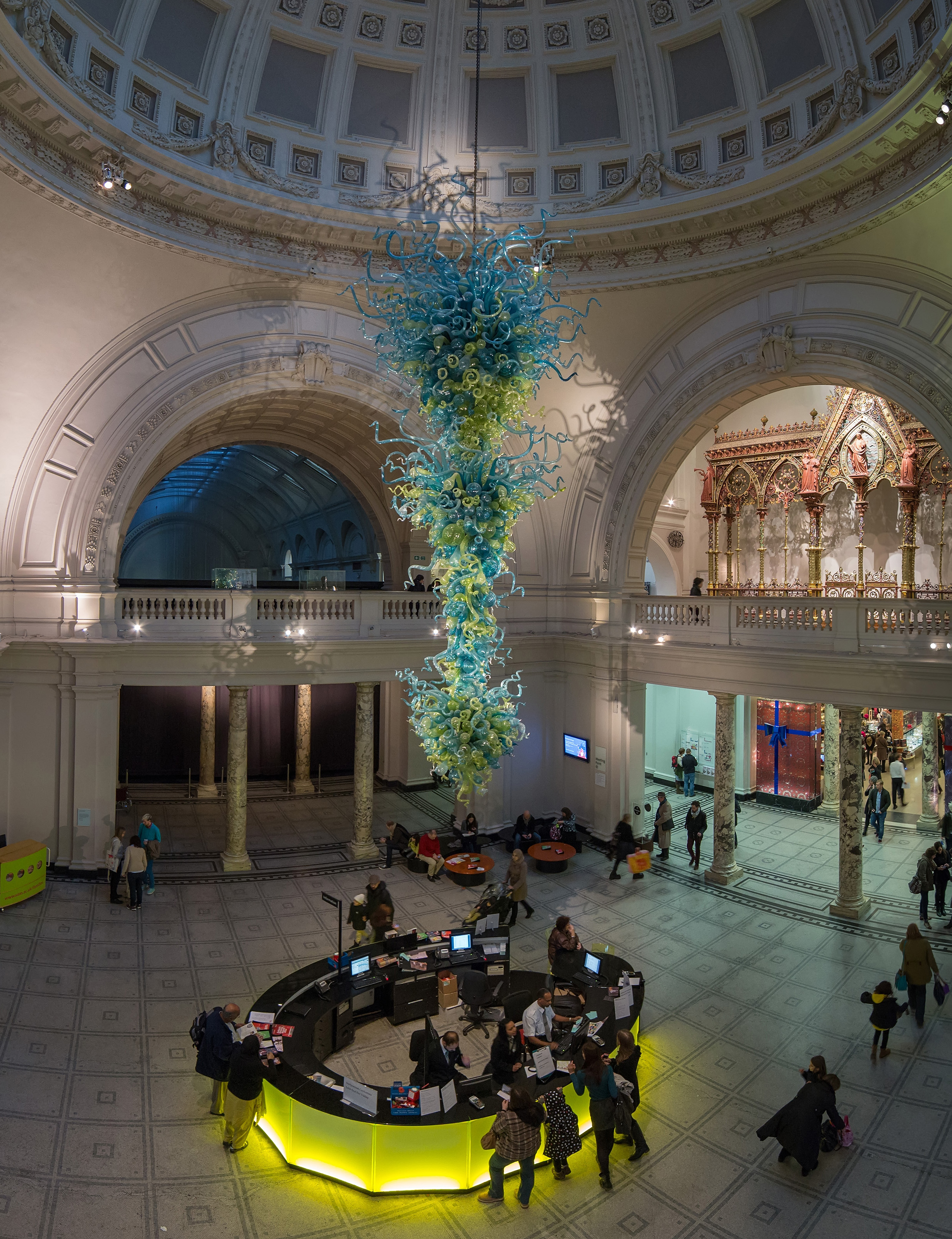
En el año 2000, se instaló como un punto focal en la rotonda de la entrada principal, una lámpara de cristal soplado de 11 metros de altura, de Dale Chihuly

El museo posee una amplia colección de artes decorativas europeas, hindúes, chinas, coreanas, japonesas e islámicas, con cerca de cuatro millones de objetos. En sus galerías presenta pintura, escultura, piezas de cristal, joyería, armaduras, armas, vestimentas, instrumentos musicales, cerámica, arquitectura, muebles, marfiles y muchas otras piezas.
La colección de pinturas y dibujos contiene unas dos mil óleos obras británicas y europeas; acuarelas británicas, al pastel y miniaturas, siendo el Museo Nacional de estas técnicas. Están representados artistas del Reino Unido del siglo XIX, estando muy bien representados John Constable y J. M. W. Turner con óleos, acuarelas y dibujos.
Gracias al benefactor victoriano Constantine Alexander Ionides, que dejó 82 pinturas al museo en 1901, se exponen obras de Botticelli, Tintoretto, Jean-Baptiste Camille Corot, Gustave Courbet, Eugène Delacroix, Edgar Degas, Jean-François Millet, Dante Gabriel Rossetti y Edward Burne-Jones. Gracias a un préstamo de la Royal Collection de la reina Isabel II de Inglaterra, se exhiben aquí los siete cartones que subsisten de Los hechos de los Apóstoles, famosos tapices de Rafael Sanzio para la Capilla Sixtina.
La colección de miniaturas posee la mayor colección de Nicholas Hilliard y obras de autores europeos como Hans Holbein el Joven o Rosalba Carriera.
En la colección de dibujos pueden apreciarse algunos de Durero, Angelica Kauffmann, John Flaxman, Thomas Girtin, Jean Auguste Dominique Ingres, Thomas Rowlandson y Aubrey Beardsley.
El museo alberga la Biblioteca Nacional de Arte, cuyo tesoro principal es el Codex Forster, formado por notas de Leonardo da Vinci.

### Escultura
Situada en 26 galerías del museo, la colección incluye alabastros, bronces, marfiles y escayolas. Especialmente buena es la colección del Renacimiento, que incluye el relieve en marfil de la Ascensión de Donatello o las 17 esculturas de Rodin que donó el propio escultor en 1914 y que actualmente se exponen en la entrada al museo por Exhibition Road. Esta colección también incluye esculturas de Oriente Próximo.

### Cerámica y vidrio
Exhibidas a lo largo de 21 galerías; se muestran piezas de porcelana, cristal, vidrio y cerámica de Europa, Oriente Próximo y Asia Oriental. Las porcelanas pertenecen a las mejores manufacturas europeas como Meissen, Royal Copenhagen, Sèvres o Royal Worcester. La colección incluye cristales pintados con ejemplos desde la Edad Media hasta los maestros como Morgan o Leach. En esta colección hay mosaicos turcos y persas.

### Mobiliario y decoración

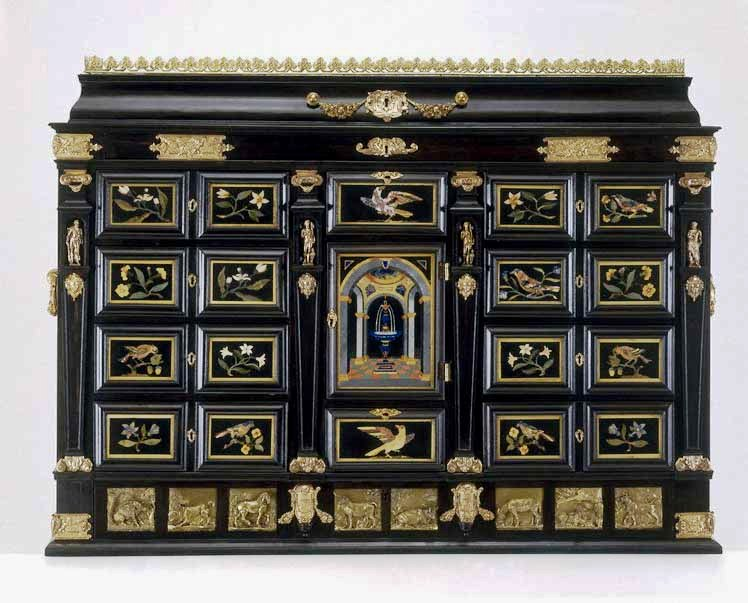
Gabinete de John Evelyn, 1644-1646 V&A Museum W.24-1977

Distribuida en 37 galerías, esta colección incluye muebles y objetos de decoración, entre los que sobresalen piezas inglesas y francesas del siglo XVIII. Existen salas amuebladas completamente que recrean la vida social del lugar y a la época correspondientes. En las galerías de esta sección hay una gran muestra de instrumentos musicales: flautas, arpas, laúdes, pianos, cajitas de música, etc. También incluye el Gabinete de John Evelyn.

### Orfebrería
Expuesta a lo largo de 22 galerías se muestran 35 000 piezas de Europa y Oriente Próximo como copas de metal, catavinos, objetos labrados, medallas, cajas de polvos, armas y armaduras, cuernos de caza o relojes. De entre tantas piezas destacan un salero de plata conocido como Burghely Nef, una copa afiligranada con un castillo elaborada en Alemania y un centro de mesa de plata rococó Ashburnham. Esta colección cuenta con la representación de bella orfebrería china.

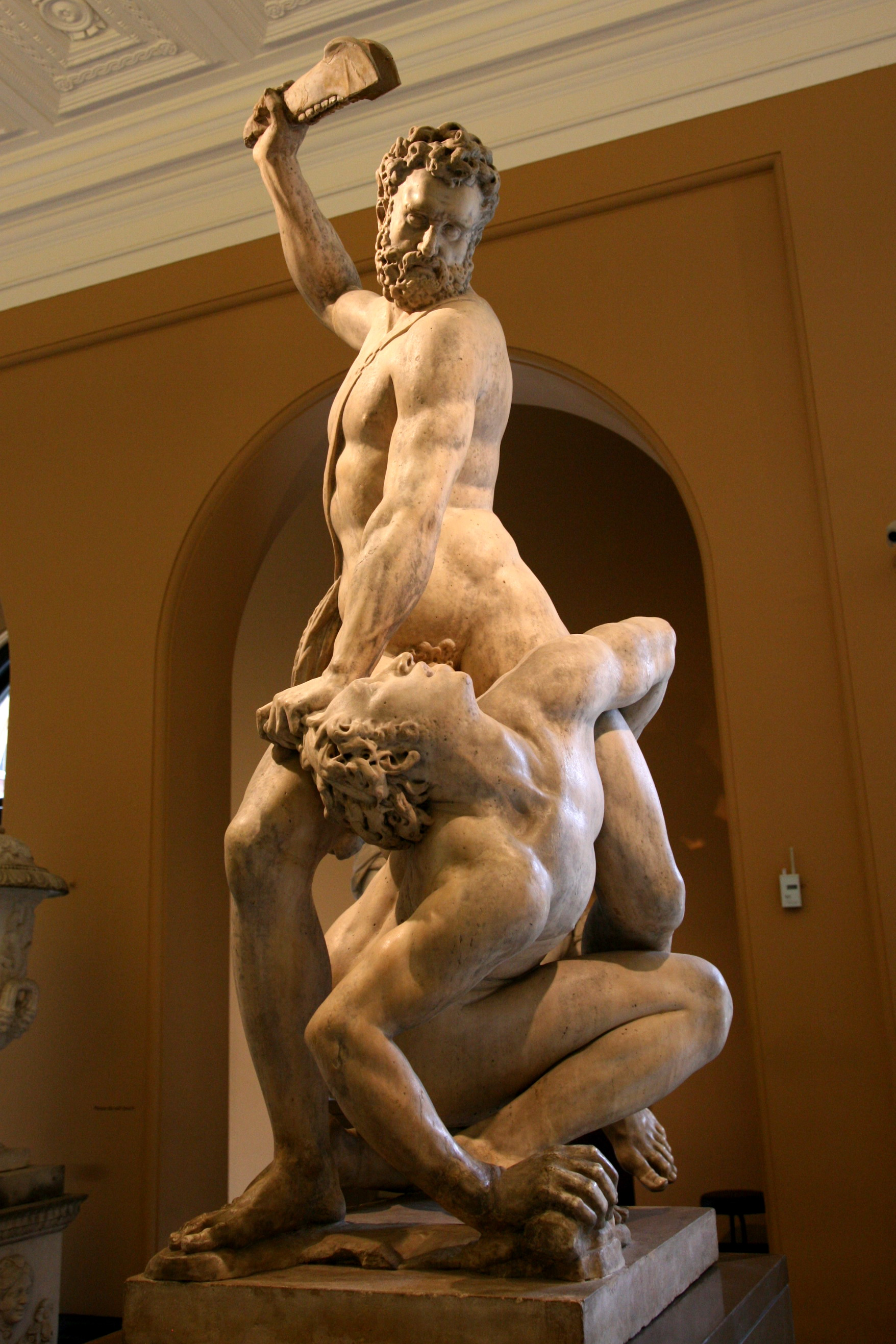
Sansón matando a un filisteo, por Giambologna

En el Museo de Victoria y Alberto también hay obras de joyería contemporáneas únicas de James Rivière, consideradas el diseño de joyas más importante del siglo XX, entre ellas la obra Optical Titanio Diago Este colgante único del joyero con sede en Milán James Rivière (nacido en 1949) es un ejemplo interesante y relativamente temprano de titanio utilizado en joyería. El diseño del colgante, con su patrón en capas de líneas paralelas, fue influenciado por Op u Optical Art, y se relaciona con los temas que explora Rivière desde finales de la década de 1960. La década de 1970 vio mucha experimentación con nuevos materiales en joyería. Entre los más coloridos se encontraba el titanio metálico refractario, con su coloración superficial iridiscente lograda al pasar corrientes eléctricas controladas a través del metal.

### Arte africano
El museo recoge una colección de pinturas del primer pintor reconocido de arte africano contemporáneo Fathi Hassan.

### Arte indio
El museo recoge una gran colección de objetos artísticos indios datados de 1500 a 1900, período que incluye el Imperio mogol y la India colonial británica. Se exhiben telas, armas, cristalería, pinturas, bronces, joyas y orfebrería; la mayoría expuesta en la Nehru Gallery.

### Textiles y trajes
El museo cuenta con una afamada colección de vestidos que cubre la moda desde el siglo XVII hasta nuestros días, y que incluye todos los complementos: zapatos, bolsos, sombrillas, sombreros... Cronológicamente empieza con tejidos coptos y sigue con los tejidos británicos de los tres últimos siglos. La colección también posee tapices y bordados. Esta espléndida colección se vertebra alrededor de 18 galerías.

### Arte de Extremo Oriente
Una colección dedicada al arte chino, japonés, coreano y del sudeste asiático. Muestra piezas de la vida cotidiana, esculturas, mobiliario, jades y porcelanas, lacas, telas, armaduras y grabados. Esta colección se muestra a través de ocho galerías entre las que destacan la Galería T T Tsui de arte chino y la Galería Toshiba.

### Pinturas, grabados, dibujos y fotografías
Incluye pintura británica de los siglos XVIII y XIX, miniaturas, pintura europea de los siglos XVI a XIX, y la mayor colección mundial de obras de John Constable, con óleos y dibujos. La sala de grabados del museo tiene la función de mostrar rotatoriamente una colección de ejemplares que asciende al medio millón, incluyendo acuarelas, dibujos a tinta, barajas de cartas y papeles pintados.

## Cronología de la fundación
El Museo Victoria y Alberto tiene sus orígenes en la Gran Exposición de 1851, en cuya planificación participó Henry Cole, el primer director del museo. Al principio, el museo era conocido como el Museo de las Manufacturas, inaugurado en mayo de 1852 en Marlborough House (siendo trasladado a Somerset House en septiembre). Sus colecciones abarcaban el arte y la ciencia aplicada y varios de los objetos expuestos en la Exposición se adquirieron para formar el núcleo de la colección del Museo Victoria y Alberto. 
En febrero de 1854, se discutió el traslado del museo a su dirección actual y se le cambió el nombre por el de "Museo de South Kensington". En 1855, el arquitecto alemán Gottfried Semper, a petición de Cole, realizó un diseño para el museo, que debido al elevado precio exigido, fue rechazado por la Cámara de Comercio.

#### Apertura oficial y cambio de nombre
La reina Victoria inauguró oficialmente el museo el 22 de junio de 1857. Al año siguiente, se introdujo la apertura nocturna, lo que permitió el uso de la iluminación de gas y que la clase trabajadora pudiera visitar el museo a las horas más convenientes para ellos, impulsando la industria manufacturera.
En los primeros años del museo, se hizo mucho hincapié en su colección como posición ante el "High Art" (que sería un arte de la "alta sociedad"). George Wallis (1811-1891), el primer Guardián de la Colección de Bellas Artes, promovió con pasión la idea de la educación artística a través de las colecciones del museo, lo que llevó a la transferencia de la colección al museo desde la Escuela de Diseño que había sido fundada en 1837 en Somerset House; que tras la transferencia, pasó a llamarse "Escuela de Arte" o "Escuela de Formación Artística", convirtiéndose posteriormente en el Royal College of Art, logrando su plena independencia en 1949. Desde la década de 1860 hasta la de 1880, las colecciones científicas se trasladaron de la dirección principal del museo a varias galerías improvisadas. En 1893, el "Museo de la Ciencia" se hizo realidad en el momento en que se nombró a un director.
La primera piedra del edificio Aston Webb se colocó el 17 de mayo de 1899, momento en el que también tuvo lugar la última aparición pública oficial de la reina Victoria. Fue durante esta ceremonia cuando se produjo el gran cambio de nombre, y el Museo de South Kensington pasó a llamarse finalmente Victoria and Albert Museum. 
Para celebrar el centenario del cambio de nombre de 1899, el museo organizó la exposición "A Grand Design", que recorrió Norteamérica en 1997 (en el Museo de Arte de Baltimore, el Museo de Bellas Artes de Boston, el Museo Real de Ontario de Toronto, el Museo de Bellas Artes de Houston y los Museos de Bellas Artes de San Francisco), y que volvió a Londres en 1999. Para acompañar y apoyar la exposición, el museo publicó el libro Grand Design, cuya lectura en línea está disponible en el sitio web.

## Directores
- 1852-1873: Sir Henry Cole
- 1874-1893: Sir Philip Cunliffe Owen
- 1893-1896: John Henry Middleton
- 1896-1905: Sir Caspar Purdon Clarke
- 1905-1909: Arthur Banks Skinner
- 1909-1924: Sir Cecil Harcourt Smith
- 1924-1945: Sir Eric MacLagan
- 1945-1955: Sir Leigh Ashton
- 1956-1966: Sir Trenchard Cox
- 1967-1973: Sir John Pope-Hennessy
- 1973-1987: Sir Roy Strong
- 1987-1995: Dame Elizabeth Esteve-Coll
- 1995-2001: Dr Alan Borg
- 2001-2011: Mark Jones
- 2011-2017: Martin Roth
- 2017 - presente : Dr Tristram Hunt

## Galería de imágenes

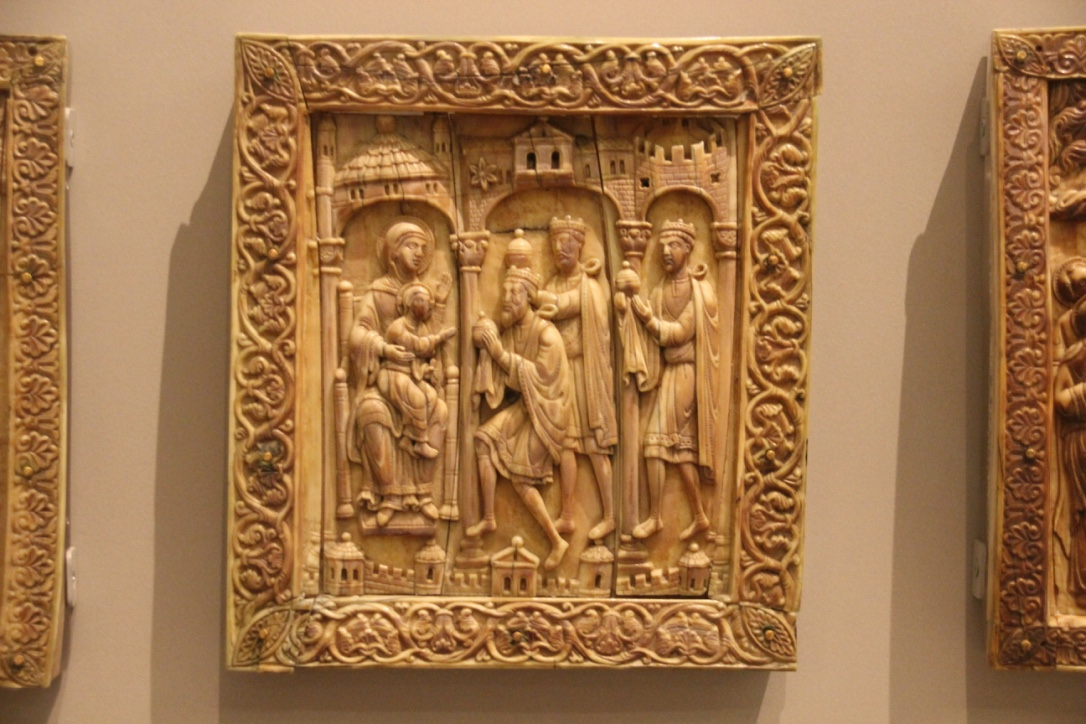
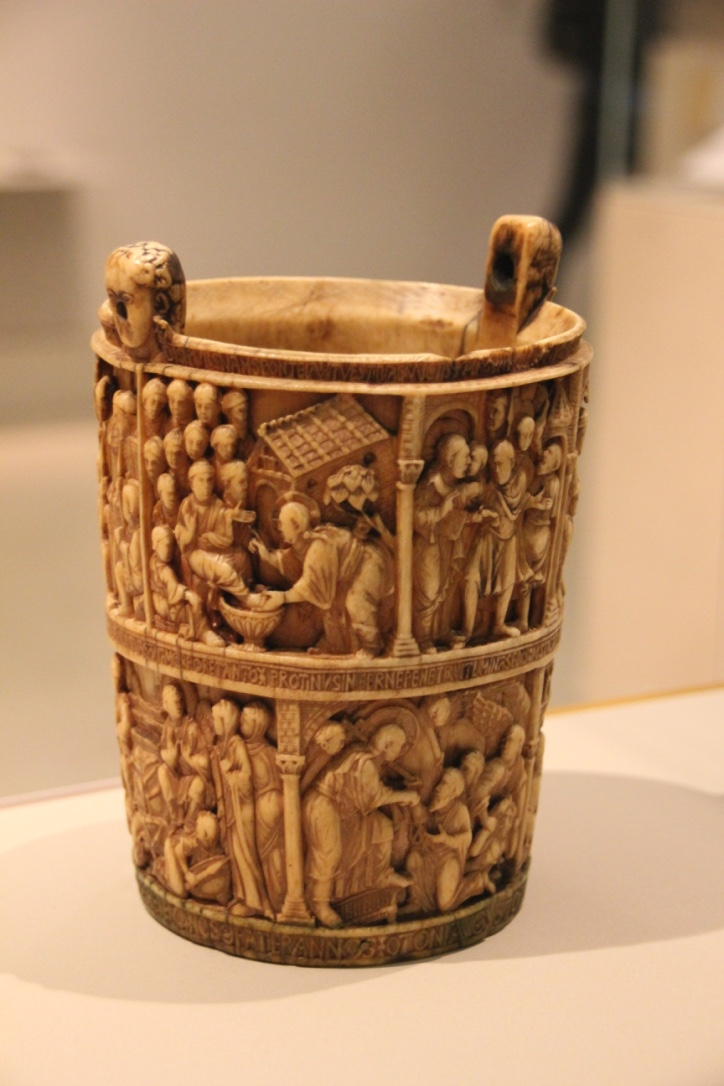
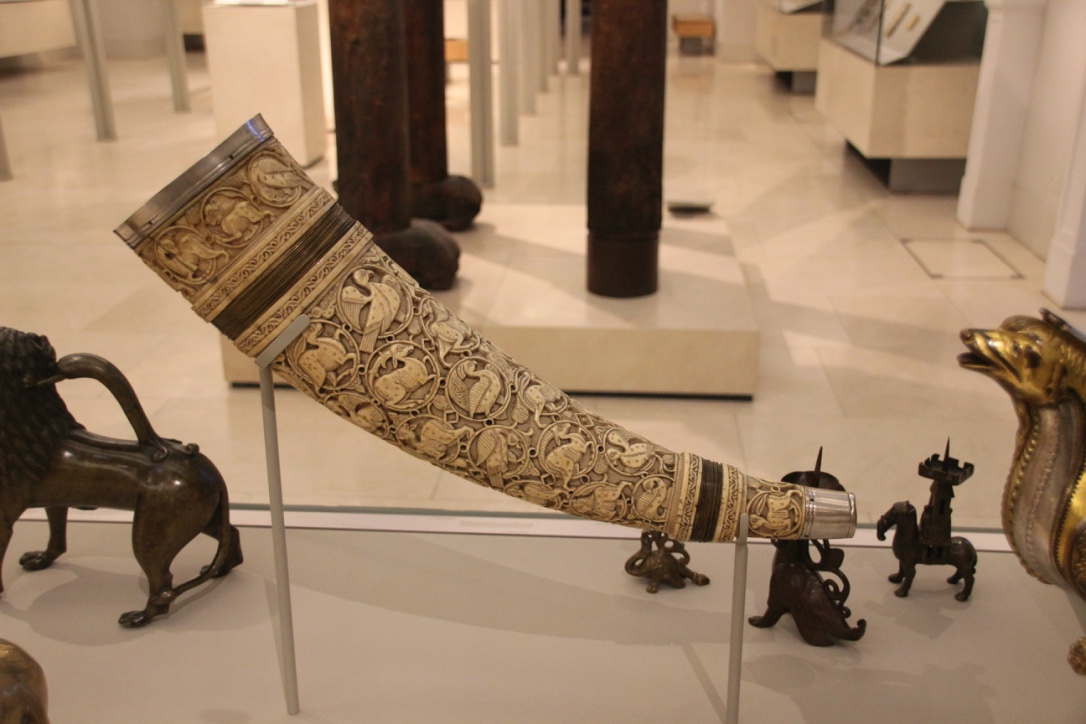
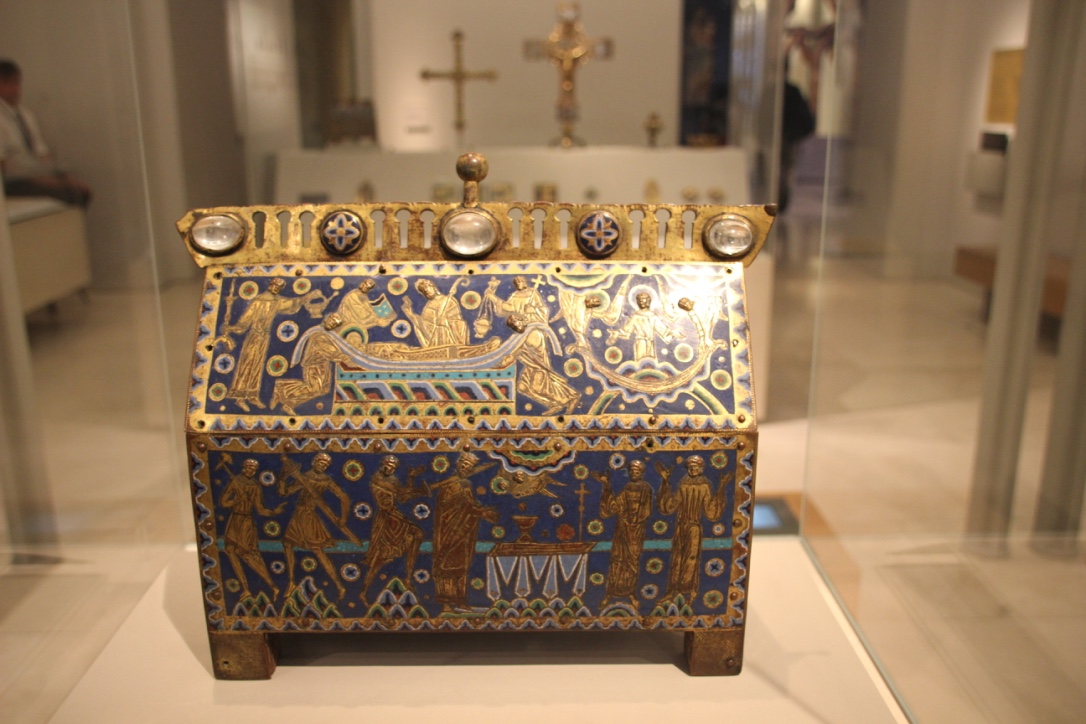
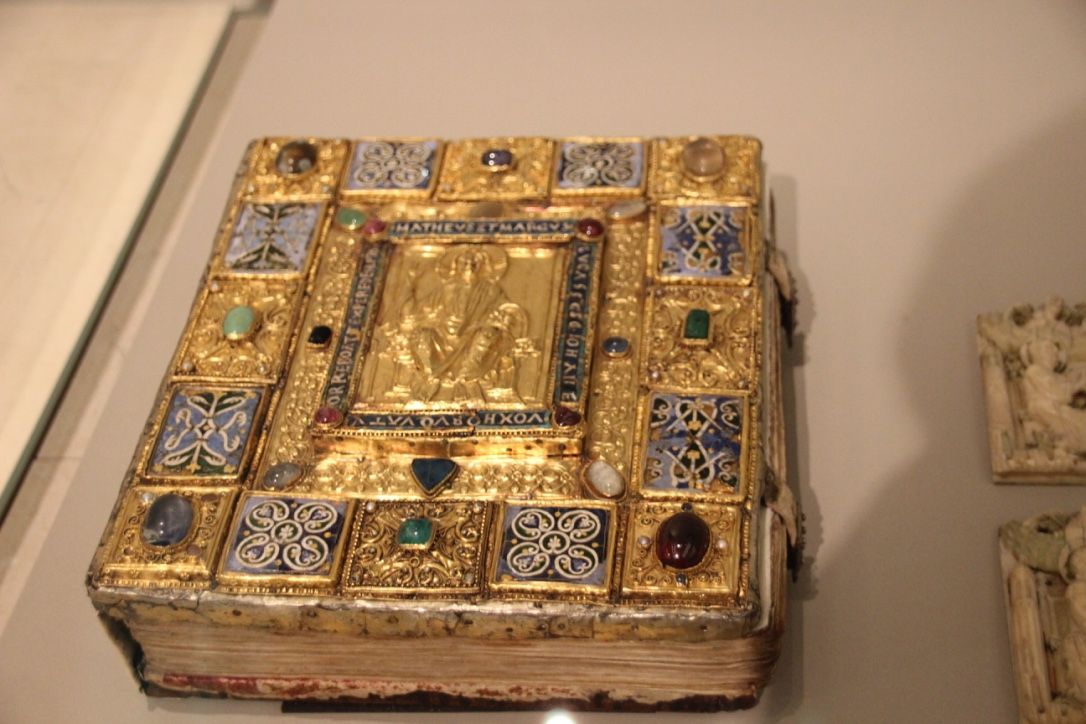
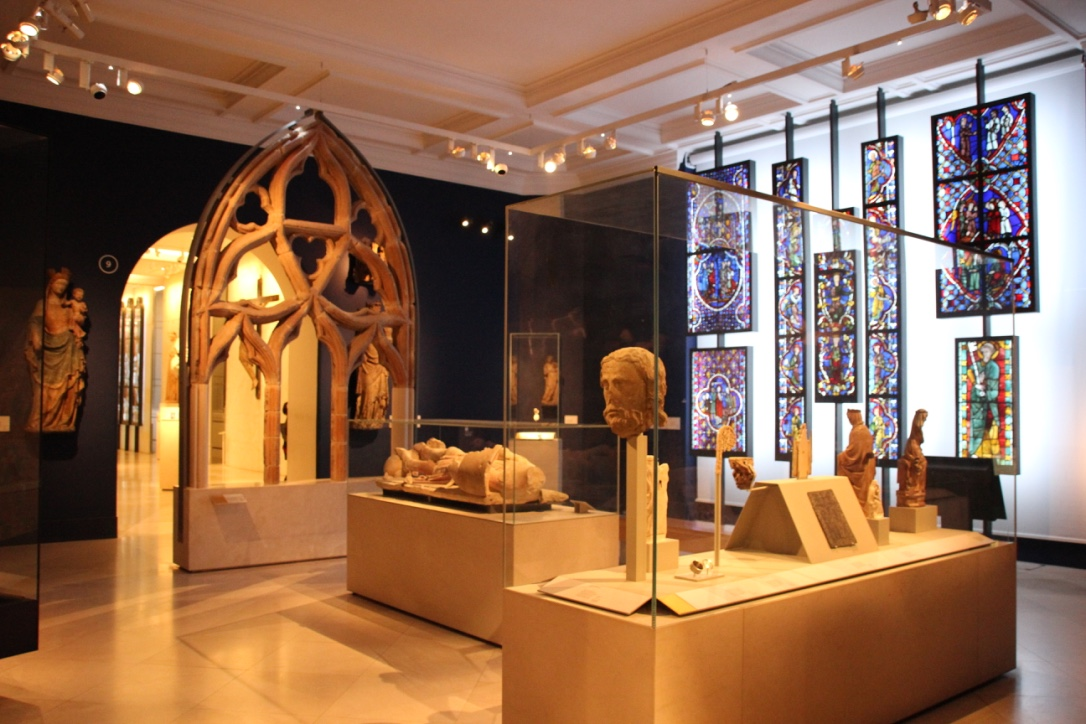
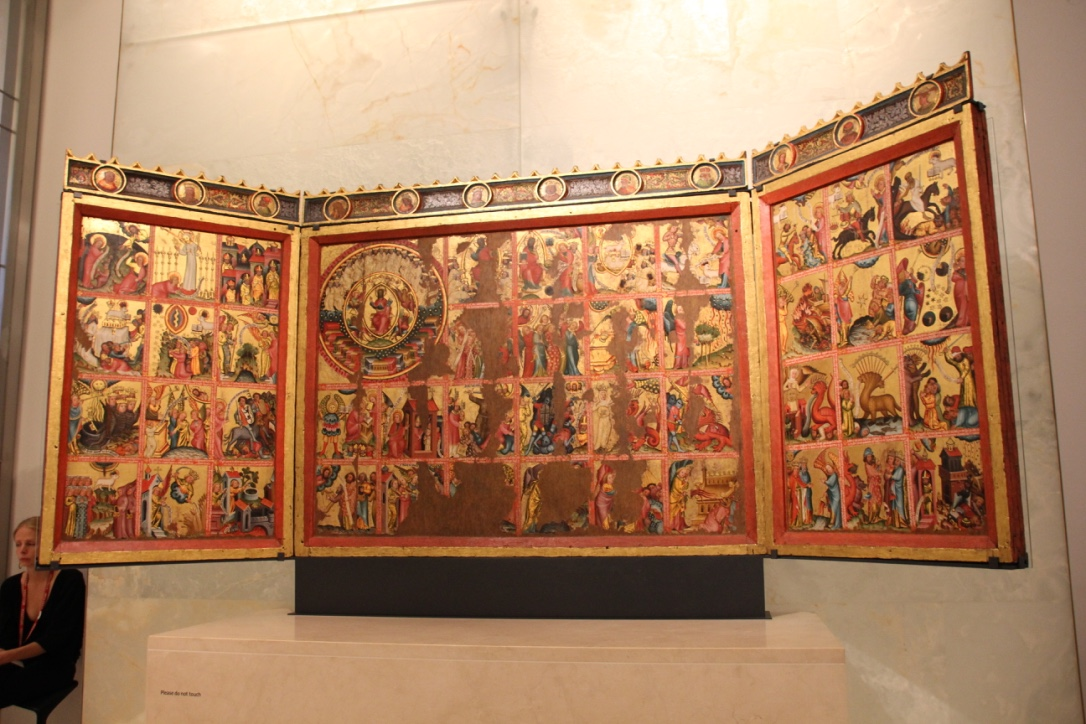
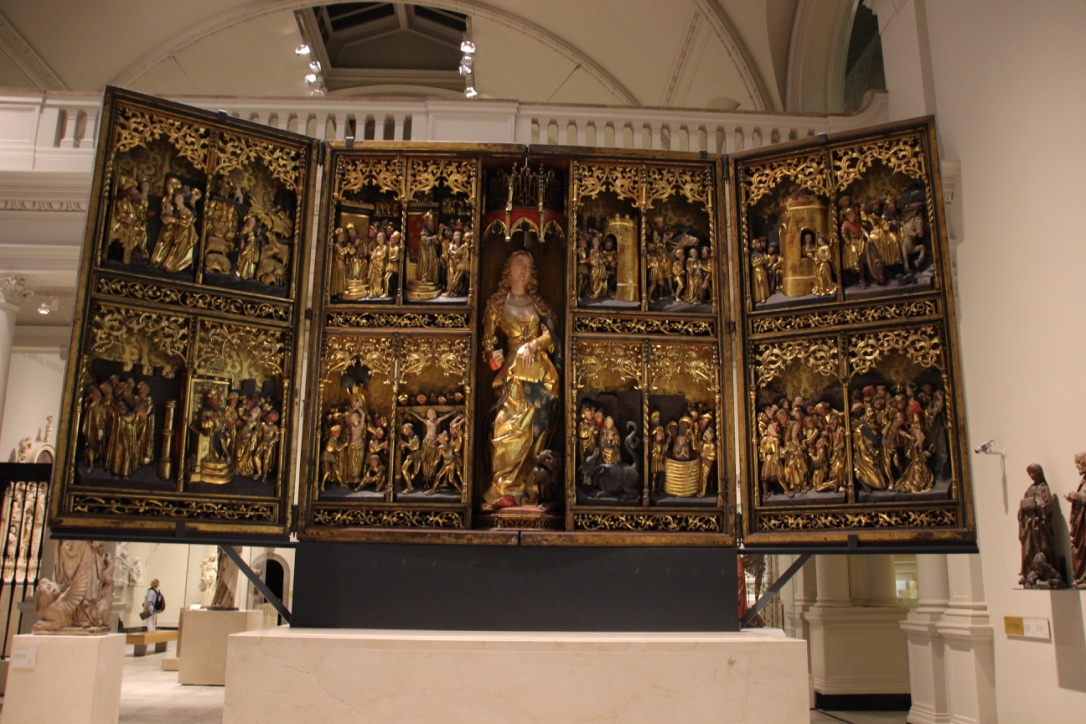
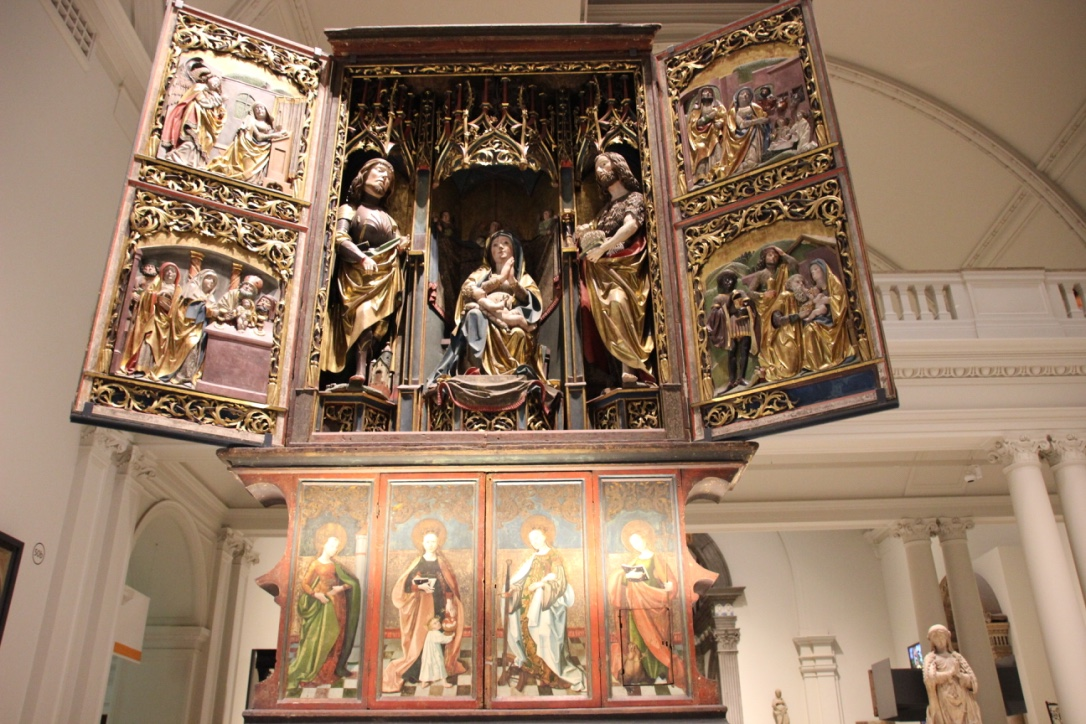
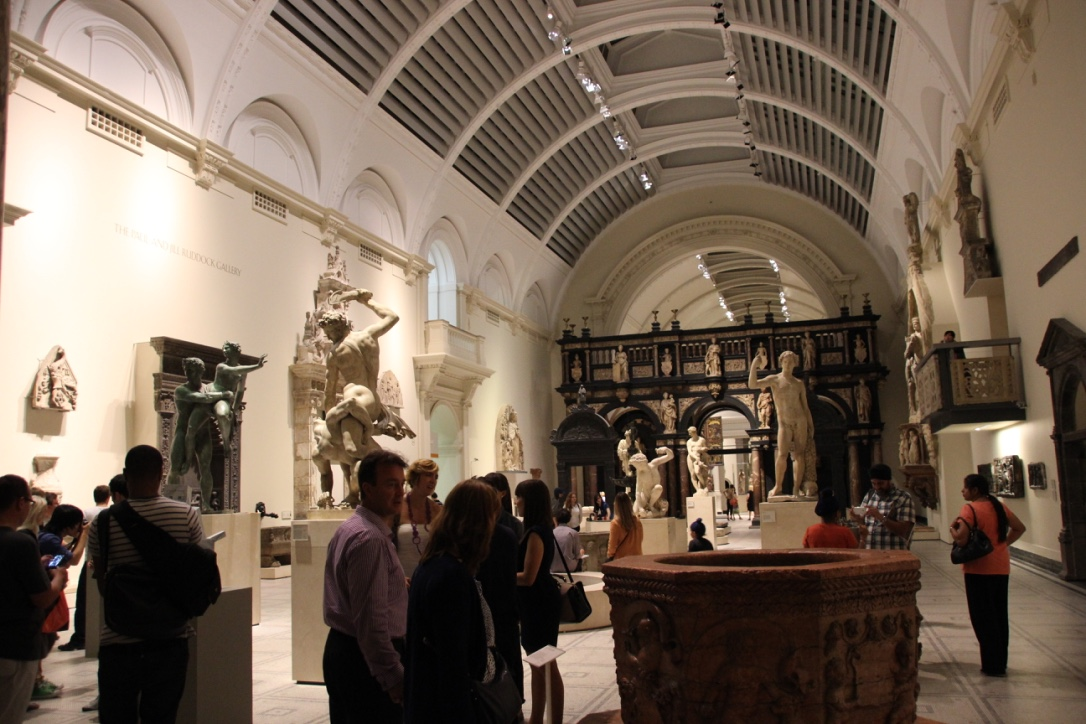
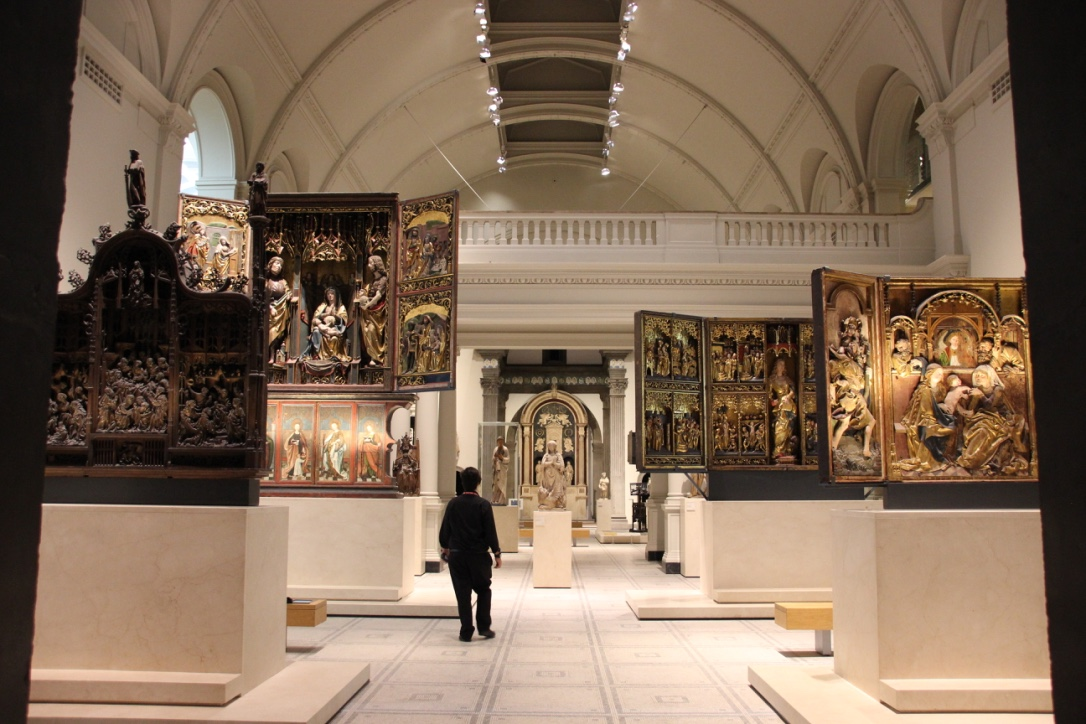
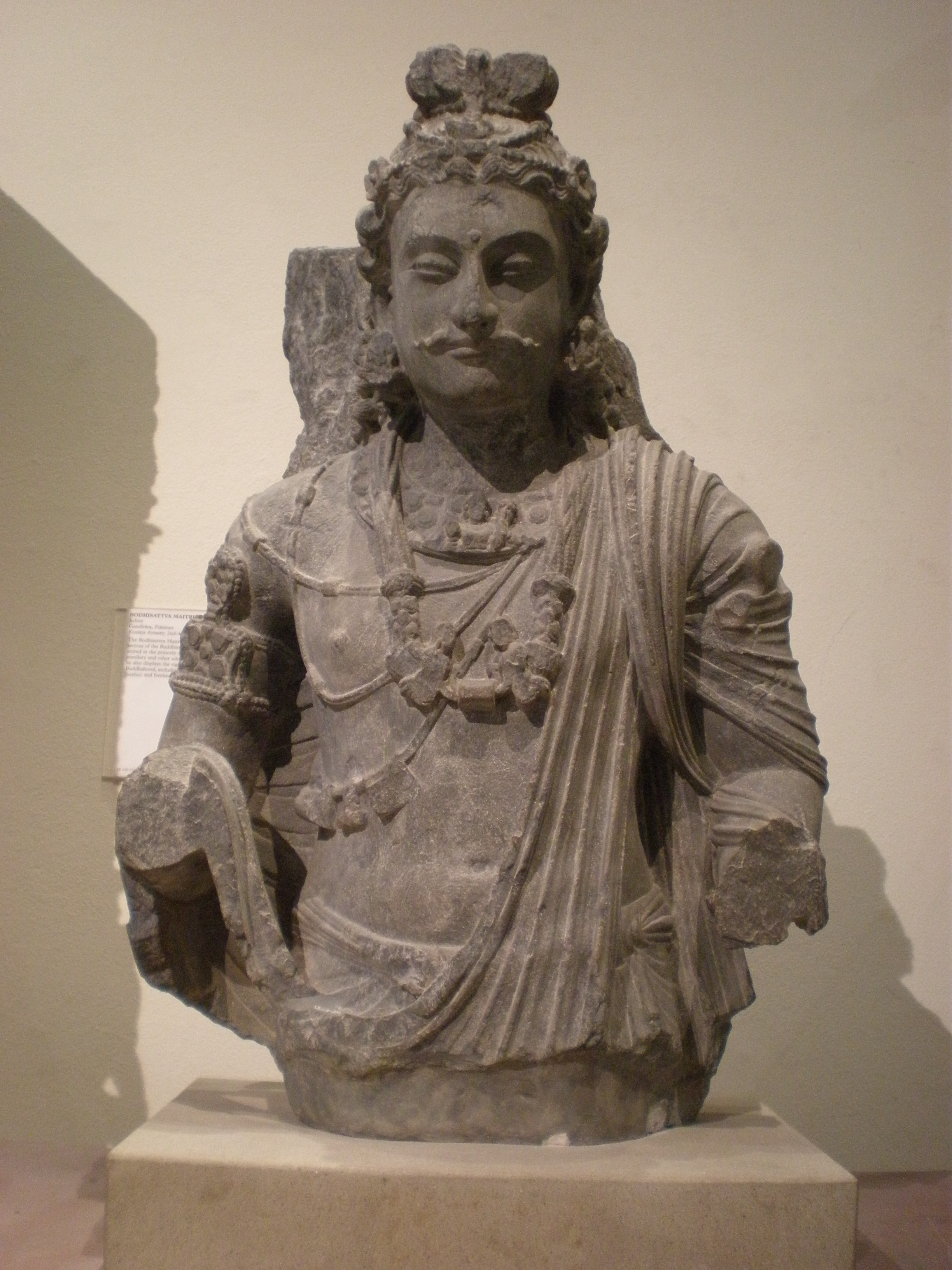
Bodhisattva Maitreya, Gandhara, siglos II-IV d. C.
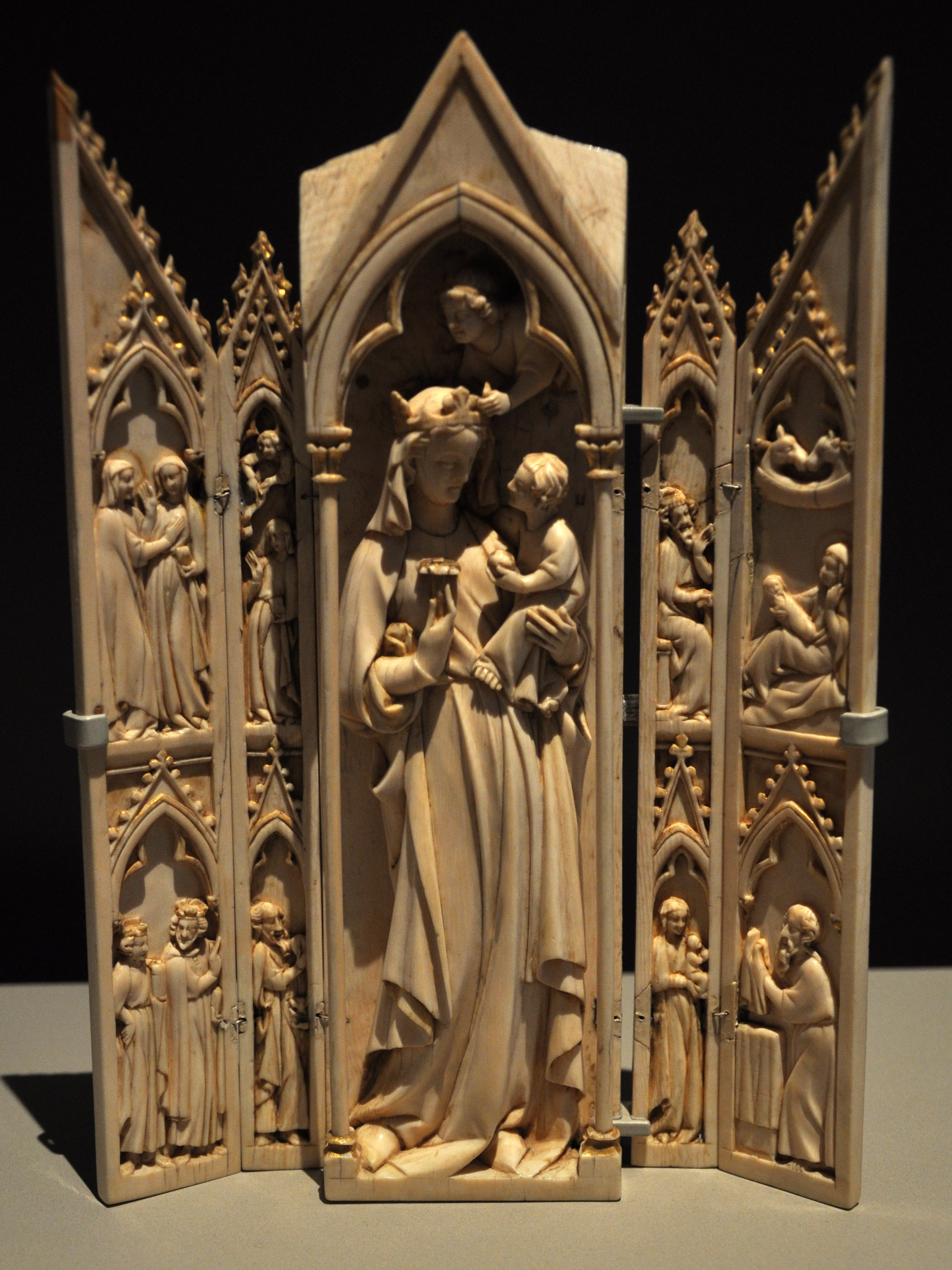
Altar portátil, marfil; (París, Francia), siglo XIV.
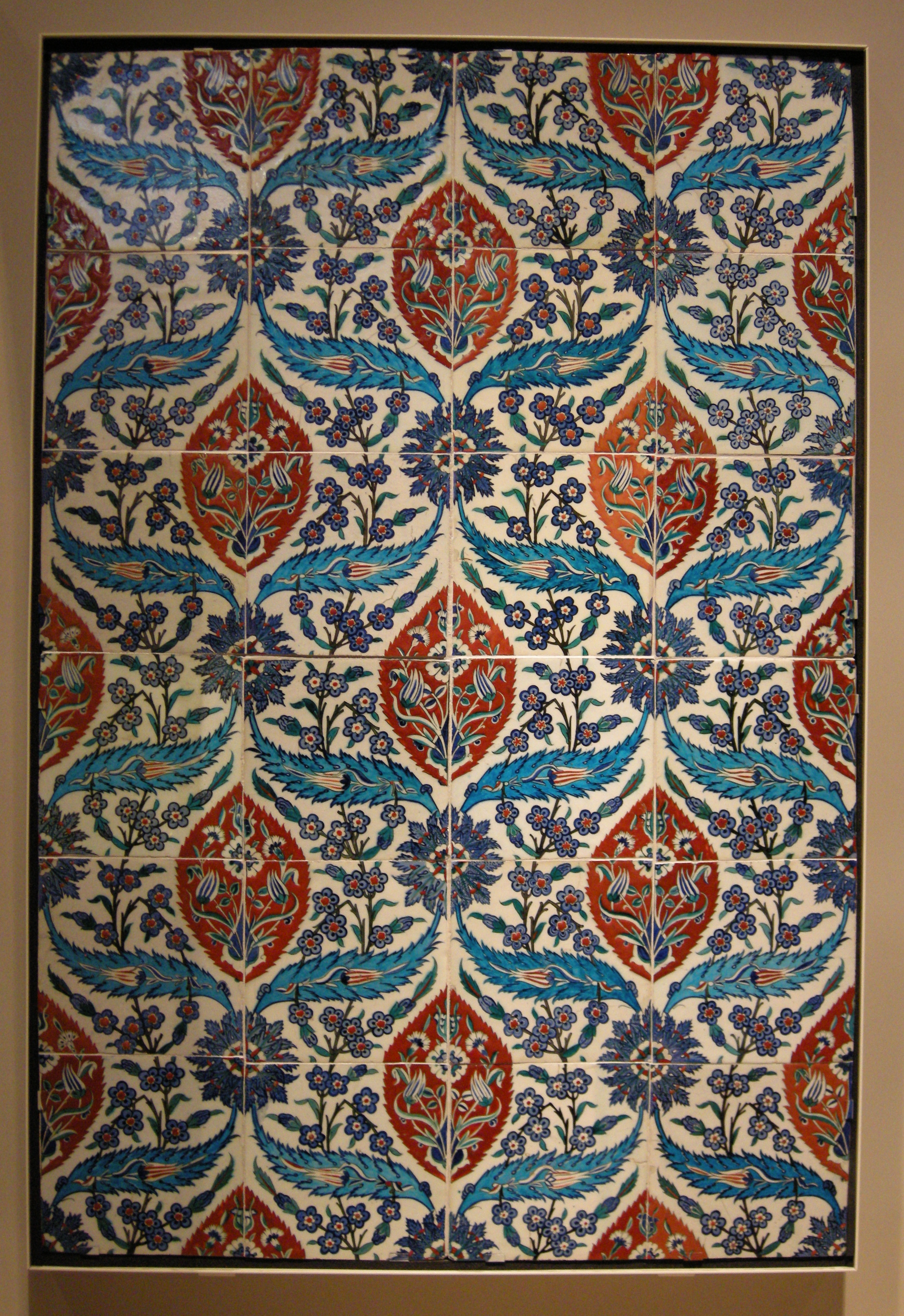
Azulejería, Turquía, probablemente Iznik, hacia 1580.
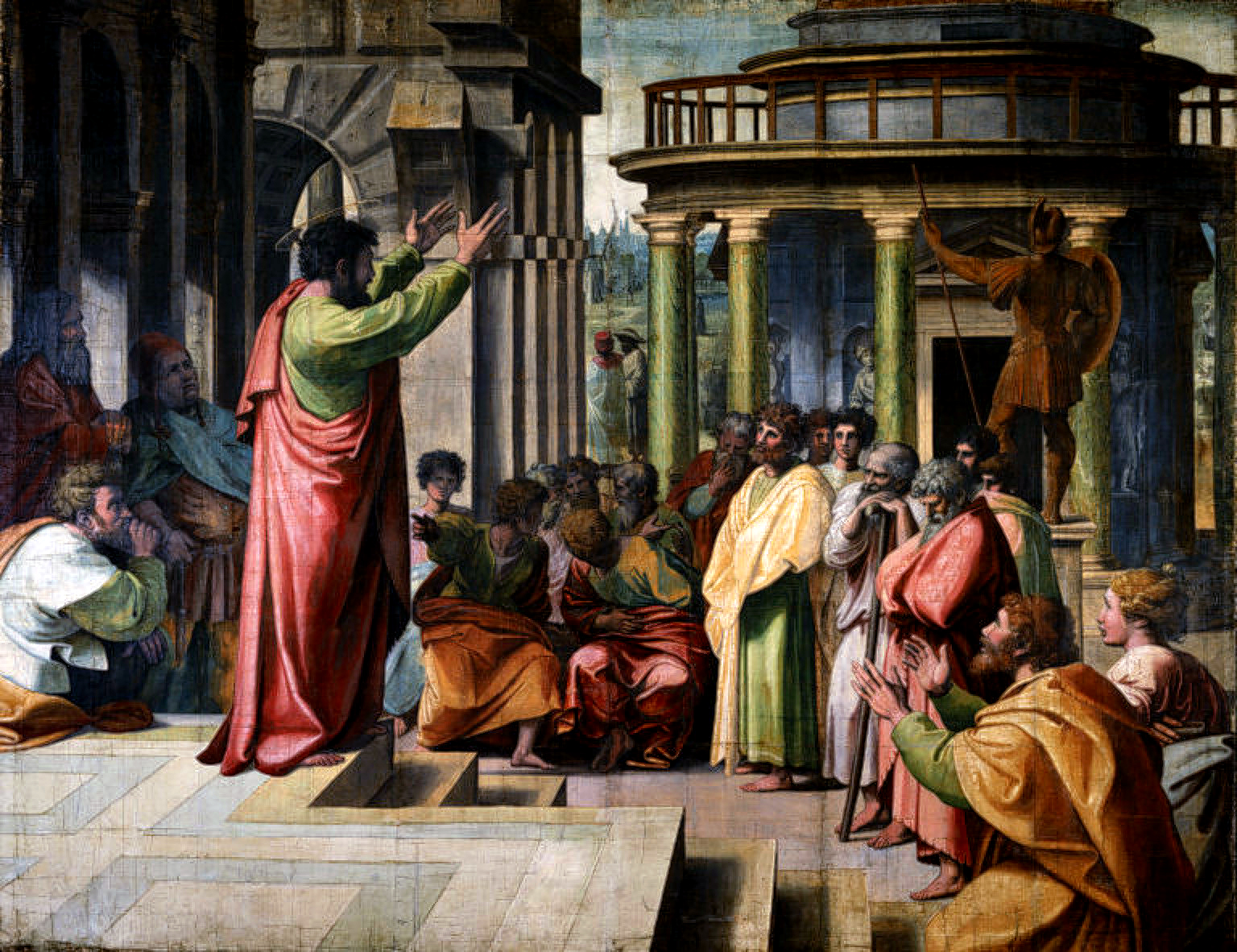
La predicación de san Pablo en Atenas, por Rafael Sanzio, 1515.
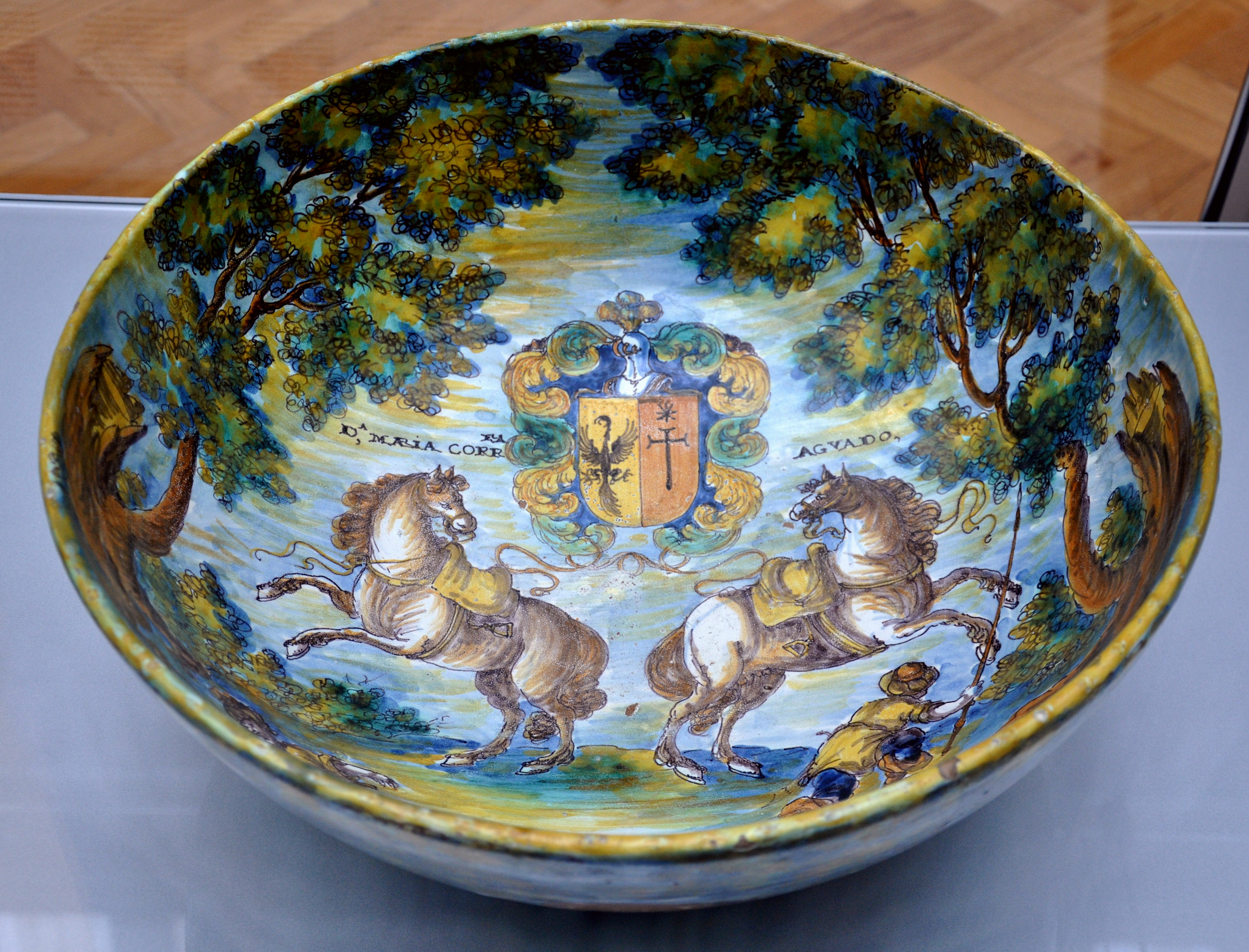
Cuenco de cerámica de Talavera (España), hacia 1700.
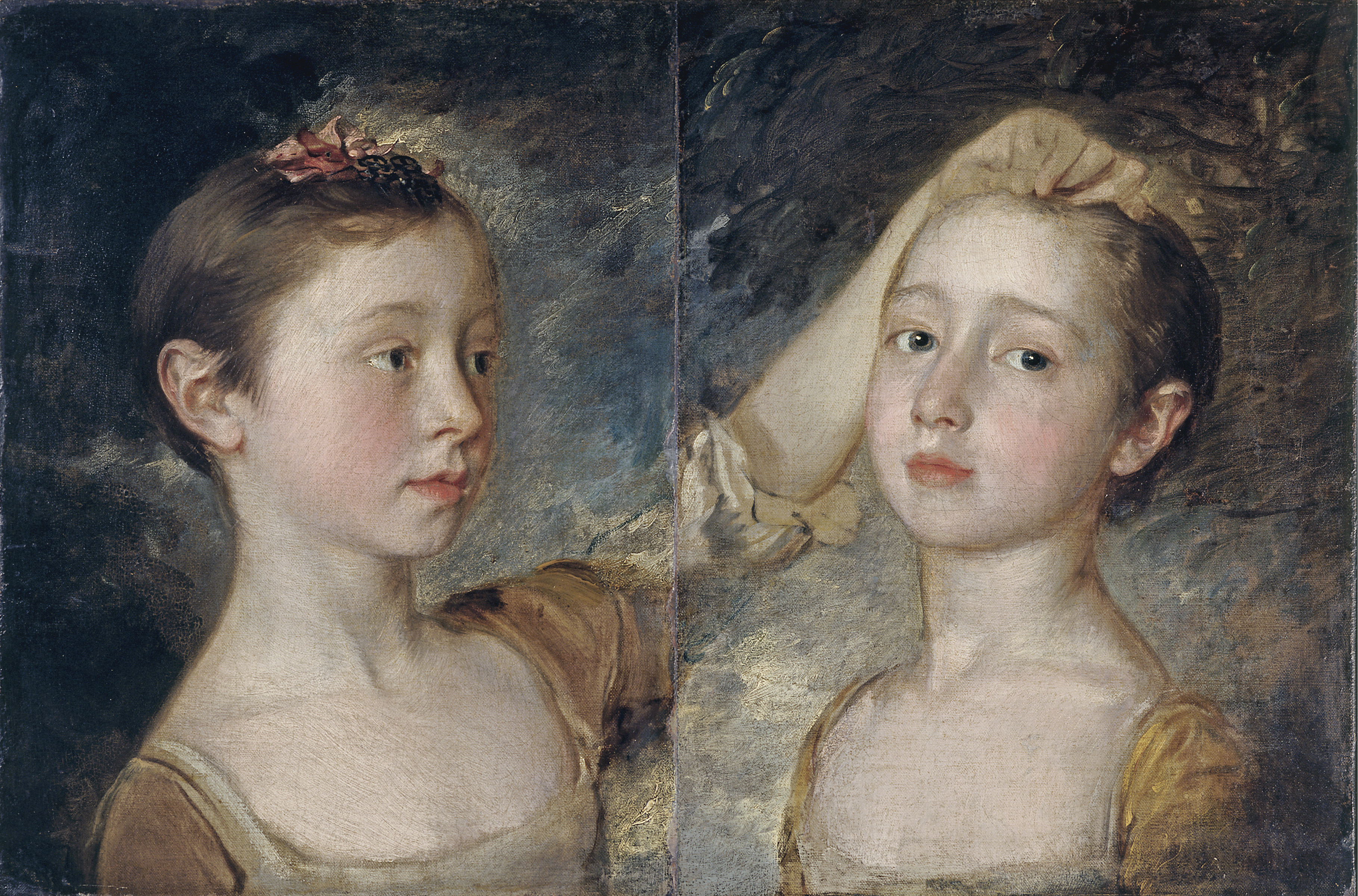
Retrato de las hijas del artista, por Thomas Gainsborough, hacia 1758.